# Istitina
Istitina era una ciutat de la Terra Alta Hitita que cap als anys 1320/1310 aC la va conquerir el rei dels kashkes Pihhuniya que la va convertir, segons els hitites en "pastura pels ramats kashka".
Mursilis II va exigir al rei l'evacuació dels territoris ocupats però Pihhuniya no el va escoltar. El rei hitita va anar contra ell i va atacar el seu territori. Va reconquerir Istitina, va atacar Tipiya, la capital del rei kashka, i la va incendiar. Va capturar Pihhuniya i el va portar a Hattusa. Un parell d'anys després, Anniya rei d'Azzi i d'Hayasa va atacar Istitina i la va i destruir.